# Xã Victoria, Quận McLean, Bắc Dakota
Xã Victoria (tiếng Anh: Victoria Township) là một xã thuộc quận McLean, tiểu bang Bắc Dakota, Hoa Kỳ. Năm 2010, dân số của xã này là 36 người.